# Ronald Menezes
Ronald Couce Menezes (Rio de Janeiro, 6 de novembro de 1962) é um nadador brasileiro, que participou de uma edição dos Jogos Olímpicos pelo Brasil.
Casou-se com a também nadadora Melanie Rile. Formado em negócios internacionais e finanças, atualmente mora na Califórnia, onde é vice-presidente de vendas e marketing da empresa farmacêutica Allergan.

## Trajetória esportiva
Nadava com os irmãos no Clube de Regatas do Flamengo, sem muito entusiasmo, quando o pai deu um ultimato para os filhos: ou nadavam para valer ou deveriam arrumar um emprego; a partir desse momento, passou a ver a natação como uma grande oportunidade e se dedicou totalmente. Treinou na Gama Filho e, depois, transferiu-se para o Flamengo.
Na Universíade de 1981 em Bucareste, Ronald ganhou uma medalha de bronze no revezamento 4x100 metros livre, junto com Jorge Fernandes, Marcus Mattioli e Djan Madruga.
Aos 17 anos, competindo pela seleção brasileira, foi convidado pelo técnico Tim Powers, da Universidade Brigham Young de Provo, em Utah, para estudar e treinar. Em 1982 foi campeão sul-americano dos 100 metros nado livre, dos 200 metros medley e do revezamento 4x100 metros nado livre.
Nos Jogos Pan-Americanos de 1983 em Caracas, ganhou uma medalha de prata no revezamento 4x100 metros livre, junto com Jorge Fernandes, Cyro Delgado e Djan Madruga.
Nas Olimpíadas de 1984 em Los Angeles, terminou em décimo lugar nos 4x100 metros livre, e 28º nos 100 metros livre.